# Campionati africani di lotta 2010
I campionati africani di lotta 2010 sono stati la 26ª edizione della manifestazione continentale organizzata dalla FILA. Si sono svolti dal 29 al 26 giugno 2010 al Cairo, in Egitto.

## Podi

### Uomini

#### Lotta libera
| Evento | Oro                          | Argento               | Bronzo                                     |
| 55 kg  | Ibrahim Farag Abdelhakim     | Adama Diatta          | Amar Chergui Soares Antonio Albano Camague |
| 60 kg  | Daniel Amas                  | Hassan Ibrahim Madani | Bilel Douissa                              |
| 66 kg  | Omar Abdou Abdou             | Isaac Boaz            | Mohamed Ali Belayech Rabah Siramdane       |
| 74 kg  | Augusto Midana               | Riad Jelassi          | Joel Enetmi                                |
| 84 kg  | Adnan Rahimi                 | Dick Abido            | Ahmed Mohamed Mahmoud                      |
| 96 kg  | Sinivie Boltic               | Aristide Diatta       | David Muntu Saleh Moustafa                 |
| 120 kg | Ismael El Desouky Abdelraouf | Hugues Onanena        | Sunday Opiah                               |

#### Lotta greco-romana
| Evento | Oro                                 | Argento                 | Bronzo                                     |
| 55 kg  | Haitham Mahmoud Fahmy               | Sunday Sanni            | Saber Bouthouri Mohamed Bouterfassa        |
| 60 kg  | Hamed Sayed Abdelmonem              | Jihad Khelifi           | Joseph Remeo Billel Benbrih                |
| 66 kg  | Mohamed Serir                       | Hussem Elian Aboulghit  | Moez Jalel                                 |
| 74 kg  | Zied Ait Ouagram                    | Mohamed Seddik Ahmed    | Aziz Boualem                               |
| 84 kg  | Haykel Achouri                      | Mahmoud Mohamed Elsayed | Messaoud Zeghdane Efionayi Joe Agbonevbare |
| 96 kg  | Mohamed Ibrahim Abdelfattah Mohamed | Hassine Ayari           | Choukri Atafi                              |
| 120 kg | Ramy Abdelaati Ibrahim              | Radhouane Chebbi        | Mamman Talaram                             |

### Donne

#### Lotta libera
| Evento | Oro                 | Argento                     | Bronzo                             |
| 48 kg  | Maroi Mezien        | Sammy Oziti                 | Rebecca Muambo                     |
| 51 kg  | Isabelle Sambou     | Mona Samir Mahmoud          | Ifeoma Nwoye                       |
| 55 kg  | Marwa Amri          | Lovina Odochi               | Hasnaa Haja                        |
| 59 kg  | Blessing Oborududu  | Jacira Francisco Mendonca   | Edwige Ngono Eyia Hela Riabi       |
| 63 kg  | Nadia Antar         | Tega Tosin Richard          | Maminirina Judicael Rafaliharisolo |
| 67 kg  | Ifeoma Iheanacho    | Enas Moustafa Youssef Ahmed | Sabrine Trabelsi                   |
| 72 kg  | Annabelle Laure Ali | Helen Okus                  | Doaa Ahmed Maher                   |

## Medagliere
La nazione ospitante è evidenziata.
| Pos.   | Paese         | Oro | Argento | Bronzo | Totale |
| ------ | ------------- | --- | ------- | ------ | ------ |
| 1      | Egitto        | 8   | 6       | 3      | 17     |
| 2      | Tunisia       | 5   | 4       | 6      | 15     |
| 3      | Nigeria       | 4   | 7       | 6      | 17     |
| 4      | Senegal       | 1   | 2       | 0      | 3      |
| 5      | Camerun       | 1   | 1       | 2      | 4      |
| 6      | Guinea-Bissau | 1   | 1       | 0      | 2      |
| 8      | Algeria       | 1   | 0       | 5      | 6      |
| 9      | Marocco       | 0   | 0       | 3      | 3      |
| 10     | Madagascar    | 0   | 0       | 1      | 1      |
| 10     | Angola        | 0   | 0       | 1      | 1      |
| 10     | RD del Congo  | 0   | 0       | 1      | 1      |
| Totale | Totale        | 21  | 21      | 28     | 70     |